# モンスターくるくる
モンスターくるくるはSONNORIによって開発されたオンラインアクションゲームである。日本におけるサービスはネットマーブルにより2005年10月14日に開始され、2007年10月12日に終了された。
会員登録すれば無料で遊ぶことができ、マーブルポイントを使ってアイテムを購入するアイテム課金制。架空の島「くる島」を舞台に、「くる」という爆発する木の実を発射して相手プレイヤーを攻撃したり、コインやアイテムが隠されたブロックを破壊する。ゲームモードには個人戦、チーム戦、ノーアイテム戦などがあった。

## ゲーム内容

### 個人戦
相手に爆風を当てることで敵を倒していく。生き残っているゲームキャラクターが1人になるまで続く。

### チーム戦
赤チームと青チームに分かれて対戦する。個人戦とは違い、幽霊になった仲間を助けることができる。

### フラッグ戦
赤チームと青チームに分かれ、ブロックの中に隠されたフラッグを回収するゲーム。